# ماریوس جورچیک
ماریوس جورچیک (انگلیسی: Marius Jurczyk؛ زادهٔ ۵ اکتبر ۱۹۸۵) بازیکن فوتبال اهل آلمان است.
از باشگاه‌هایی که در آن بازی کرده‌است می‌توان به باشگاه فوتبال هایدنهایم اشاره کرد.